# Ralph Waite
Ralph Waite, född 22 juni 1928 i White Plains, New York, död 13 februari 2014 i Palm Desert, Kalifornien var en amerikansk TV- och filmskådespelare. Han är framförallt känd för sin roll som John Walton Sr. i TV-serien Familjen Walton som sändes åren 1972–1981.
Waite hade också en biroll i filmen Cilffhanger från 1993 som helikopterpiloten Frank.

## Teater

### Roller
| År   | Roll                | Produktion                             | Regi            | Teater                      |
| ---- | ------------------- | -------------------------------------- | --------------- | --------------------------- |
| 1997 | Senator Alan Hughes | An American Daughter Wendy Wasserstein | Daniel Sullivan | Cort Theatre, New York, USA |